# Erula
Erula (sardinsky: Èrula) je italská obec (comune) v provincii Sassari v regionu Sardinie. Nachází se ve výšce 457 metrů nad mořem a má 688 obyvatel. Rozloha obce je 39,31 km².